# Spider-Man (música tema)
"Spider-Man" é a música tema do desenho animado Spider-Man de 1967, composta por Paul Francis Webster e Bob Harris. A música original foi gravada nos estúdios RCA em Toronto (onde o desenho animado foi produzido) com 12 vocalistas da CBC (membros dos grupos Billy Van Singers e Laurie Bower Singers) que contribuíram para a trilha sonora fornecida pelos estúdios RCA, em Nova York. Os cantores foram pagos apenas pela sessão e não receberam nenhum lucro residual desde então.
Desde então, a música foi adotada como tema oficial do Homem-Aranha, inclusive no universo.

## Outras versões

### Filme
- As adaptações cinematográficas de Homem-Aranha (2002) e Homem-Aranha 2 (2004) apresentaram personagens como artistas de rua tocando a música: Jayce Bartok e Elyse Dinh, respectivamente. Ambos os filmes também apresentam a música no final dos créditos: o filme de 2002 apresentou a versão de 1967, enquanto o filme de 2004 apresentou uma regravação de Michael Bublé.[1] As trilhas sonoras dos filmes de 2002 e 2007 também apresentam um cover do Aerosmith e Flaming Lips, respectivamente. No Brasil, pra Homem-Aranha 2, uma versão em português foi gravada pela banda Jota Quest.[2]
- Homem-Aranha 3 (2007) teve a música tocada por uma banda marcial durante uma cena em que o Homem-Aranha chega a uma celebração.
- Em O Espetacular Homem-Aranha 2: A Ameaça de Electro (2014), Peter tem a música tema como toque de celular e assobia a melodia enquanto derrota o Rino.
- Em Spider-Man: Homecoming (2017), o tema (orquestrado por Michael Giacchino) é tocado durante o logotipo da Marvel Studios no início do filme.[3]
- Em Spider-Man: Into the Spider-Verse (2018), o Peter Parker da Terra-1610B se refere a ela como sua própria "música-tema cativante", com cenas da abertura da série animada de 1967. A introdução ao tema também é tocada durante a cena pós-créditos, quando Miguel O'Hara / Homem-Aranha 2099 (dublado por Oscar Isaac) chega à Terra-67, a dimensão natal dos eventos da série animada, e tenta recrutar seu Homem-Aranha como parte de sua Sociedade-Aranha.[4]
- Em Spider-Man: Across the Spider-Verse (2023), um trecho do tema é tocado quando o Homem-Aranha da Terra-67 (dublado por Jorma Taccone) tenta interceptar Miles Morales dentro da sede da Sociedade-Aranha, enquanto este tenta retornar à sua realidade natal.[5]

### Televisão
A primeira aparição da música na história e na televisão foi na série Spider-Man (1967).
Amostras da música tema foram usadas para a série animada do Universo Cinematográfico Marvel, Your Friendly Neighborhood Spider-Man, de 2025, música tema "Neighbor Like Me", do The Math Club com Relaye e Melo Makes Music.

### Jogos eletrônicos
Um remix de Apollo 440 é usado no jogo eletrônico de ação e aventura Spider-Man de 2000, desenvolvido pela Neversoft e publicado pela Activision. A música é usada na tela de título e nos créditos, e uma versão instrumental dela toca no menu principal.
Uma capa da The Distillers é usada nos créditos do jogo Spider-Man 2 de 2004, o jogo que serviu de base para o filme de Sam Raimi. Esta capa foi relançada em 2019 com uma única arte intitulada "Spider-Bro" de Linas Garsys.

### Covers
Em 1993, o grupo canadense Moxy Früvous gravou uma versão para seu álbum de estreia, Bargainville. A versão inclui letras mais satíricas, com o Homem-Aranha promovendo seus diversos produtos licenciados.
Em 1995, a banda punk Ramones gravaram uma versão da música para o álbum tributo Saturday Morning: Cartoons' Greatest Hits. Uma gravação diferente da música apareceu na versão americana do álbum Adios Amigos e, mais tarde, como parte da coletânea Weird Tales of the Ramones. Esta versão omite o hífen, soletrando-o "Spiderman".
Em 2019, o pianista Randy Waldman gravou uma versão jazz com vocais do grupo a capella Take 6 para seu álbum Superheroes, com temas de filmes e séries de super-heróis.